# Robbie Williams
Robert Peter Williams, detto Robbie (Stoke-on-Trent, 13 febbraio 1974), è un cantautore e showman britannico.
La sua carriera musicale cominciò nel 1990 come membro più giovane della boy band Take That, che divenne rapidamente uno dei gruppi di maggior successo degli anni novanta. I contrasti con il resto del gruppo lo condussero a lasciare la band nel 1995 e ad intraprendere nel 1997 la carriera solista. Williams è l'artista solista di maggior successo di tutti i tempi nel Regno Unito, con vendite superiori a 21 milioni di album e 9 milioni di singoli nel Paese; sei dei suoi album in studio si trovano nella lista dei 100 album più venduti di tutti i tempi nel Regno Unito. Nella sua carriera ha piazzato 14 singoli al primo posto della Official Singles Chart, mentre 15 dei suoi album hanno raggiunto la prima posizione della Official Albums Chart, più di qualunque altro artista solista nella storia delle classifiche britanniche. Williams è stato l'artista più venduto nel Regno Unito durante gli anni 2000, e il cantante maschile più trasmesso dalle radio britanniche in quel decennio. Considerato uno degli artisti più venduti di tutti i tempi, Williams ha venduto oltre 100 milioni di copie in tutto il mondo.
Nell'agosto del 2003 Williams si è esibito in tre concerti al Knebworth Park di Stevenage davanti a 375 000 spettatori totali, il più grande evento live nella storia nel Regno Unito, battendo ogni precedente record di affluenza nel Paese. Pochi giorni dopo ha stabilito anche il record per il concerto più grande mai tenuto in Irlanda, esibendosi di fronte ad una folla di 135 000 persone al Phoenix Park di Dublino.
Nel luglio 2010, dopo una pausa di quindici anni, Williams è rientrato a far parte dei Take That; l'album di reunion Progress è diventato il secondo album con le vendite più veloci di sempre nel Regno Unito, mentre il successivo tour del gruppo nel 2011 è diventato la tournée di maggior successo di sempre nel Paese, con oltre 1,8 milioni di spettatori. Williams ha ripreso la carriera da solista l'anno successivo, rimanendo in buoni rapporti col resto del gruppo e a disposizione per nuove reunion e collaborazioni.
Williams ha vinto un numero record di 18 BRIT Awards, più di qualunque altro artista, incluso il BRITS Icon Award per il suo "impatto duraturo sulla cultura britannica", riconoscimento assegnato in precedenza solo a Elton John e David Bowie. Nel 2004 Williams è stato inserito dal voto popolare nella UK Music Hall of Fame, diventando uno dei membri fondatori come "artista simbolo degli anni novanta", mentre nel 2006 è entrato nel Guinness dei primati per aver venduto il maggior numero di biglietti in un solo giorno, 1,6 milioni, per il suo Close Encounters Tour. I premi di Williams comprendono tra gli altri 10 Echo Awards, 6 Ivor Novello Awards, 4 Guinness World Record, 4 MTV Europe Music Awards, 1 MTV Video Music Award, 2 World Music Award, e 3 Bambi Award. Nel 2014 è stato insignito delle chiavi della sua città natale Stoke-on-Trent, nella quale sono stati creati anche percorsi turistici e strade rinominate in suo onore.

## Biografia

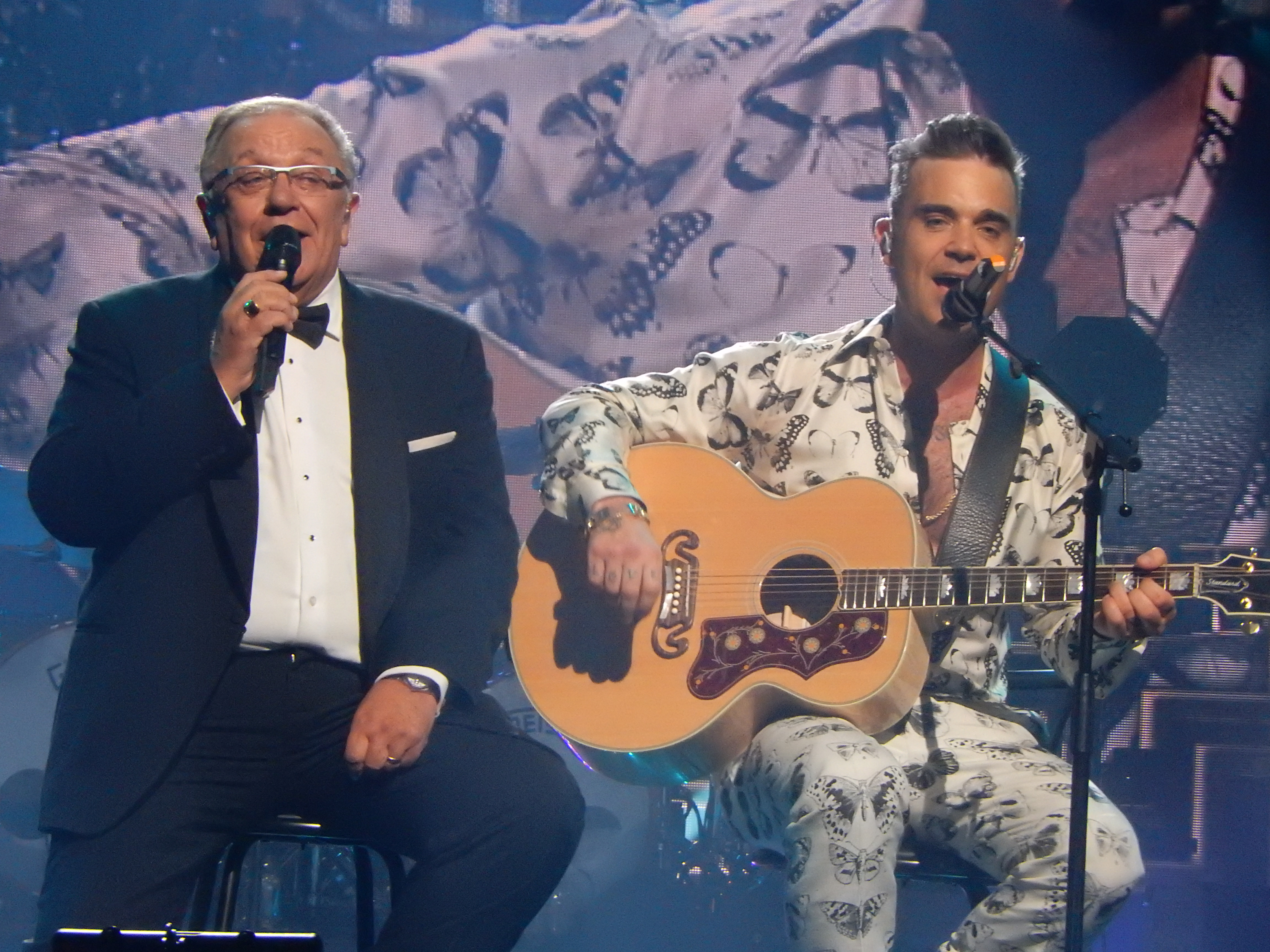
Williams durante un’esibizione con il padre nel 2016

### Infanzia
Robert Peter Williams è nato a Stoke-on-Trent, nello Staffordshire, il 13 febbraio 1974 da Theresa Janet Farrell, di origini irlandesi, e Peter Williams.
I genitori, che divorziarono quando Robbie aveva tre anni, erano i gestori di un pub di nome Red Lion a Burslem e poi licenziatari del Port Vale FC Social Club, fatto che lo ha poi portato a sviluppare un grande attaccamento per l'omonima squadra di calcio. In seguito al divorzio la madre divenne una fiorista, mentre il padre divenne un apprezzato attore di teatro e comico, noto con lo pseudonimo di Pete Conway.
Williams ha affermato in numerose occasioni di aver deciso di diventare un artista all'età di 10 anni dopo aver visto il padre esibirsi, mentre lo accompagnava in tournée durante le vacanze estive.
Dopo aver studiato alla St Margaret Ward Catholic School di Tunstall, Williams frequentò la scuola di ballo UKDDF, dove partecipò a diversi spettacoli tra cui il musical Oliver!, adattamento del romanzo Oliver Twist, in cui interpretò Artful Dodger.

### L'inizio della carriera con i Take That (1990-1995)
Nel 1990, il sedicenne Williams divenne il membro più giovane a entrare a far parte dei Take That. Secondo quanto raccontato dallo stesso Williams, la madre lesse un annuncio pubblicitario in cui si cercavano membri per una nuova boy band e gli suggerì di provare a entrare nel gruppo.
Dopo alcune apparizioni televisive e tournée tra piccoli club, scuole ed eventi in tutto il Paese tra il 1990 e il 1991, la carriera dei Take That ebbe una svolta con It Only Takes a Minute, cover della hit dei Tavares del 1975, che raggiunse la 7ª posizione della Official Singles Chart nel giugno 1992. Questo primo successo fu replicato da A Million Love Songs in ottobre, e da Could It Be Magic, cover della hit di Barry Manilow del 1973, che raggiunse la 3ª posizione in classifica nel gennaio 1993. Nell'ottobre dello stesso anno il gruppo pubblicò l’album Everything Changes, che raggiunse la 1ª posizione della Official Albums Chart e generò quattro singoli consecutivi al numero uno nel Regno Unito, Pray, Relight My Fire, Babe e la title track Everything Changes, mentre altri due brani, Why Can't I Wake Up with You e Love Ain't Here Anymore, raggiunsero la Top 10. L'album fu seguito da un tour nelle maggiori arene del Paese.
Sebbene la maggior parte del materiale del gruppo fosse scritta e interpretata dal frontman Gary Barlow, Williams ebbe la possibilità di essere la voce principale del gruppo con i brani Could It Be Magic, I Found Heaven e Everything Changes. Tuttavia, nonostante il crescente successo, Williams cominciò a mostrarsi insofferente alle regole imposte dal manager Nigel Martin-Smith, e iniziò a fare un uso costante di alcol e cocaina. Nel novembre 1994, l'abuso di droghe da parte di Williams era aumentato a tal punto da fargli rischiare l'overdose prima dell'esibizione del gruppo agli MTV Europe Music Awards 1994 di Berlino. Tra 1994 e 1995 i Take That intrapresero un nuovo tour nelle maggiori arene europee, registrando fenomeni di isteria di massa mai visti per una band dai tempi della Beatlemania.
Nel maggio 1995 il gruppo pubblicò Nobody Else, che esordì alla 1ª posizione nel Regno Unito e in gran parte d'Europa; i singoli Sure e Never Forget finirono in cima alla Official Singles Chart, mentre il terzo brano, Back For Good, raggiunse la 1ª posizione in patria, restandovi per quattro settimane, e in diverse nazioni nel mondo, diventando il brano di maggior successo nella storia del gruppo. Il brano riuscì ad entrare anche nella Top 10 della Billboard Hot 100 arrivando fino alla 7ª posizione, diventando il primo e unico successo del gruppo negli Stati Uniti.
Mentre il gruppo godeva il suo periodo di massimo successo, i rapporti tra Williams e il resto della band si incrinarono definitivamente nel giugno di quell'anno; Williams era insoddisfatto per il costante rifiuto delle sue idee e per la leadership di Barlow, mentre il resto del gruppo riteneva che il cantante dovesse risolvere i suoi problemi di dipendenza. Williams lasciò il gruppo nel luglio del 1995. I Take That intrapresero quindi un tour mondiale per promuovere Nobody Else, tuttavia la crisi causata dell'abbandono di Williams portò il gruppo a decidere di separarsi al termine del 1995. Il 13 febbraio 1996, nel giorno del 22º compleanno di Williams, i Take That annunciarono formalmente la loro separazione. Con tre album e otto singoli consecutivi alla 1ª posizione in classifica, la popolarità dei Take That in Gran Bretagna era stata insuperabile per quasi cinque anni.
In seguito all'abbandono dei Take That, Williams proseguì con l'abuso di droga e alcol, diventando oggetto dell'attenzione dei tabloid britannici per diverse apparizioni pubbliche nelle quali era apparso poco lucido e sotto l'effetto di sostanze stupefacenti. La più famosa di queste, avvenuta durante l'esibizione degli Oasis al Festival di Glastonbury del 1995, rovinò la sua amicizia con Noel e Liam Gallagher e diventò, suo malgrado, uno dei momenti più iconici nella storia del festival. La situazione continuò a peggiorare fino al 1997, quando con l'aiuto di Elton John, Williams entrò in riabilitazione per disintossicarsi e riprendere in mano la sua carriera.

### Inizio della carriera da solista:Life Thru a Lens(1996-1997)
Nel giugno del 1996 Williams firmò con la Chrysalis Records, e si lanciò nella carriera solista con una cover di Freedom, hit di George Michael del 1990, che raggiunse la 2ª posizione della Official Singles Chart in agosto. Incoraggiato da questo primo successo, Williams iniziò le registrazioni per il suo primo album da solista a Londra; qui conobbe il compositore e produttore Guy Chambers, che sarebbe diventato il suo co-autore principale per gran parte della sua carriera. Il primo singolo dell'album, Old Before I Die, raggiunse la 2ª posizione in classifica nel marzo del 1997. Life Thru a Lens, realizzato in stile Britpop, fu pubblicato in settembre esordendo all'undicesima posizione, coi singoli Lazy Days e South of the Border che incontrarono un successo moderato; fu invece il quarto singolo estratto dall'album a far decollare definitivamente la carriera di Williams.
Angels esordì in Top 10 e vi rimase per 12 settimane, arrivando fino alla 4ª posizione e spingendo l'album in vetta alla Official Albums Chart; il brano entrò in classifica anche in altri venti Paesi nel mondo. Nonostante non sia riuscita ad arrivare alla 1ª posizione, Angels rimane la canzone di maggior successo della carriera di Williams, con vendite di oltre 2 milioni di copie nel solo Regno Unito. Nel 1999 ha vinto un Ivor Novello e un BRIT Award come "canzone dell'anno"; Williams vinse anche un secondo Ivor Novello come "cantautore dell'anno". Nel 2004 è stata votata come "il miglior singolo che avrebbe dovuto essere al numero uno", mentre nel 2005 ha vinto un secondo Ivor Novello Award come "brano del decennio", e un secondo BRIT Award come "miglior singolo degli ultimi 25 anni", oltre a risultare il brano più richiesto dai britannici per le cerimonie funebri. L'ultimo singolo estratto, Let Me Entertain You, raggiunse la 3ª posizione e vendette 650 000 copie.
Grazie al successo dei due brani, Life Thru a Lens rimase in Top 10 per 40 settimane consecutive; ad oggi, con vendite di oltre 2 milioni di copie, è uno dei 60 album più venduti di sempre nel Regno Unito.
Per promuovere l'album Williams intraprese la sua prima tournée come solista, limitata inizialmente a piccoli club, teatri e sale da concerto in giro per l'Europa, seguita poi da alcune date nei maggiori festival britannici.

### I've Been Expecting YoueThe Ego Has Landed(1998-1999)
Nella primavera del 1998 Williams iniziò a lavorare al suo secondo album in studio, I've Been Expecting You. Pubblicato nell'ottobre dello stesso anno, esordì alla 1ª posizione della Official Albums Chart; ad oggi ha venduto oltre 3 milioni di copie nel Regno Unito, diventando l'album best seller di Williams nel Paese e uno dei 60 più venduti di sempre. Grazie all'album, Williams vinse i suoi primi BRIT e MTV Europe Music Award come "miglior artista maschile".
Il primo singolo estratto, Millennium, divenne il primo numero uno da solista di Williams nel Regno Unito, vendendo 600 000 copie, mentre il video del brano vinse il BRIT Award come "video dell'anno" nel 1999. I successivi singoli No Regrets, dedicato alla rottura con i Take That, e Strong, vincitrice di un Ivor Novello Award per il miglior testo, raggiunsero la Top 5 mentre l'ultimo estratto, She's the One, divenne il suo secondo brano al numero uno, con vendite di 800 000 copie. Il lato B del singolo, It's Only Us, fu scelto come tema per FIFA 2000. Ai BRIT Awards 2000 She's the One vinse i premi come "canzone" e "video dell'anno".
Grazie all'enorme successo dell'album, Williams intraprese un nuovo tour nelle maggiori arene del Paese, che contribuì a far crescere la sua reputazione come artista live e ad ampliare la sua popolarità in patria.
Nel maggio del 1999 Williams pubblicò The Ego Has Landed, compilation che conteneva una selezione dei migliori brani tratti dai suoi primi due album, con l'intento di lanciare la sua carriera negli Stati Uniti, ma non riuscì a sfondare come nei mercati europei, restando sostanzialmente sconosciuto al pubblico statunitense. Millennium e Angels ricevettero una buona rotazione in radio e su MTV, ma una volta entrate nella Billboard Hot 100 si fermarono alla 72ª e 53ª posizione, mentre nella Billboard 200 l'album non superò la 63ª posizione. A oggi ha venduto 600 000 copie negli Stati Uniti, ed è l'unico lavoro di Williams ad avere ricevuto una certificazione dalla RIAA.
In estate Williams partecipò come headliner ai maggiori festival europei, esibendosi davanti a enormi folle; il concerto finale di Slane, davanti a oltre 80 000 fan, divenne il sold-out più rapido nella storia del festival irlandese. In ottobre partecipò al NetAid, concerto di beneficenza tenuto al Wembley Stadium; la sua esibizione fu tra le più apprezzate dell'evento.

### Sing When You're Winning(2000-2001)
Nel mezzo della promozione e dei tour del 1999, Williams iniziò a lavorare ad un nuovo album in studio, svoltando verso lo stile pop-rock. Pubblicato nell'agosto del 2000, Sing When You're Winning divenne il primo grande successo internazionale di Williams, esordendo al primo posto in Gran Bretagna, Irlanda, Germania e Nuova Zelanda; l'album raggiunse la Top 10 in altri nove Paesi, mentre negli Stati Uniti si fermò alla 110ª posizione della Billboard 200. Con oltre 2 milioni di copie vendute, è uno dei 60 album più venduti di sempre nel Regno Unito; nel mondo ha venduto oltre sei milioni di copie. L'album fece vincere a Williams un BRIT Award e un MTV Europe Music Award come "miglior artista maschile" nel 2001.
In Gran Bretagna il singolo di lancio Rock DJ diventò il suo terzo brano al numero uno, e con oltre un milione di copie vendute divenne il suo singolo più venduto dopo Angels. Il brano raggiunse la 1ª posizione in classifica anche in Irlanda, Islanda, Nuova Zelanda, Messico e Argentina, entrando in Top 10 in altri tredici Paesi europei e in Australia. Il video del brano vedeva Williams ballare in una discoteca; per attirare l'attenzione di una DJ il cantante cominciava a spogliarsi, poi proseguiva strappandosi pelle, muscoli e organi interni fino a rimanere uno scheletro. Il video causò enormi controversie, venendo censurato da numerosi canali, mentre Williams fu accusato di satanismo. A causa del suo contenuto esplicito, MTV trasmise il video solamente in fascia protetta; nel 2006 il canale lo ha inserito tra i primi posti della classifica "Most Groundbreaking Video Ever". Nel 2001 il brano vinse due BRIT Award come "canzone" e "video dell'anno", 1 MTV Video Music Award per i "migliori effetti speciali", e 1 MTV Europe Music Award come "miglior canzone". I singoli successivi, Kids (un duetto con Kylie Minogue), Supreme e Let Love Be Your Energy, entrarono in Top 10 nella Official Singles Chart mentre l'ultimo, Eternity / The Road to Mandalay, divenne il quarto brano numero uno di Williams in patria, conquistando la Top 10 di altre 10 nazioni. Il successo dei singoli rese Williams l'artista più trasmesso nelle radio britanniche per il terzo anno consecutivo.
Una serie iniziale di concerti nelle arene europee nell'inverno del 2000 registrò il sold-out in poche ore, e l'estate successiva Williams si imbarcò nel Weddings, Barmitzvahs & Stadiums Tour, il suo primo tour negli stadi; a quel punto era l'artista più popolare in Gran Bretagna e in Europa. Le date europee furono poi seguite dal suo primo tour nel Sud-est asiatico e in Oceania.
Lo stesso anno Williams fu scelto per registrare una nuova versione di We Are the Champions dei Queen, come parte della colonna sonora del film A Knight's Tale. Al termine delle registrazioni, il chitarrista Brian May e il batterista Roger Taylor gli proposero di diventare il nuovo frontman del gruppo, rimasto inattivo dopo la morte di Freddie Mercury nel 1991; Williams tuttavia declinò l'offerta, non considerandosi all'altezza per un ruolo così importante.

### Swing When You're Winning(2001)
Influenzato dalla sua passione per Frank Sinatra, Dean Martin e il Rat Pack, Williams decise di prendere una nuova direzione musicale, registrando quello che descrisse come "l'album che avevo sempre sognato di fare". Pubblicato nel novembre del 2001 e costituito principalmente da cover swing e jazz di classici tratti dal Great American Songbook, Swing When You're Winning fu il terzo album di Williams a esordire alla 1ª posizione nel Regno Unito, restandovi per sette settimane consecutive, e diventando il secondo album più venduto dell'anno. Anche all'estero l'album registrò un enorme successo, esordendo al primo posto nella European Top 100 Albums e in sette nazioni inclusa la Germania, dove rimase in vetta per otto settimane, mentre in altri undici Paesi raggiunse la Top 10. L'album ha venduto oltre 7 milioni di copie nel mondo, 2,4 delle quali in Gran Bretagna, diventando uno dei 60 album più venduti di tutti i tempi nel Paese. I brani del disco includevano anche duetti di Williams con gli attori Nicole Kidman, Rupert Everett e Jane Horrocks e con il suo amico d'infanzia Jonathan Wilkes. Il duetto con la Kidman in Somethin' Stupid, cover del brano di Frank e Nancy Sinatra del 1967, divenne il suo quinto singolo numero uno nel Regno Unito, dove vendette oltre mezzo milione di copie, e il primo della sua carriera nella Eurochart Hot 100, oltre ad entrare nella Top 10 di altre 15 nazioni. Grazie al brano, Williams arrivò alla 1ª posizione delle classifiche di album e singoli britanniche simultaneamente per la prima volta nella sua carriera.
Williams promosse l'album con uno speciale concerto alla Royal Albert Hall di Londra, il 10 ottobre 2001. Lo spettacolo, trasmesso in diretta tv dalla BBC, ed eseguito con un'orchestra di 58 elementi, includeva la maggior parte dei brani contenuti nel disco e un duetto "live" con Sinatra. Il concerto venne successivamente pubblicato in DVD, e ottenne una nomination ai Grammy Award del 2003 come "Miglior Video Long Form".

### Escapology(2002-2003)
Nell'ottobre del 2002, Williams firmò con EMI un contratto per il valore di 125 milioni di dollari (80 milioni di sterline), il secondo contratto più redditizio nella storia della musica dopo quello di Michael Jackson e Sony del 1991, e il più redditizio nella storia della musica britannica.
Il mese successivo Williams pubblicò il suo quinto album in studio, Escapology. Come i suoi predecessori esordì al primo posto della Official Albums Chart restando in vetta per dieci settimane consecutive, e con vendite di oltre 1,4 milioni di copie in cinque settimane divenne l'album più venduto dell'anno nel Regno Unito. Il disco esordì in vetta anche nella European Top 100 Albums e nelle classifiche di Irlanda, Germania, Svezia, Finlandia, Svizzera, Danimarca e Austria, raggiungendo in seguito il primo posto in altre cinque nazioni, e la Top 10 in altre otto. Con oltre 7 milioni di copie vendute nel mondo è l'album in studio di maggior successo di Williams, e con oltre due milioni di copie vendute in Gran Bretagna, è uno dei 100 album più venduti di sempre nel Paese. L'enorme successo dell'album fece vincere a Williams il premio come "miglior artista maschile" ai BRIT Awards nel 2002 e nel 2003, e agli MTV Asia Award, oltre a un World Music Award come "artista maschile più venduto al mondo" nel 2003.
Il primo singolo, Feel, vendette quattro milioni di copie diventando il più grande successo internazionale di Williams: raggiunse la 1ª posizione in Germania, Austria, Paesi Bassi, Italia, Portogallo, Polonia, Ungheria e Romania, e la Top 10 in ogni altro Paese europeo inclusa la Gran Bretagna, dove superò le 600 000 copie, e divenne il brano più trasmesso del 2003 in Europa. Anche i successivi Something Beautiful, Sexed Up e Come Undone entrarono nella Top 10 del Regno Unito; l'ultimo brano, scritto interamente da Williams, divenne causa di tensioni con Guy Chambers che sfociarono nella loro separazione artistica, per via del linguaggio esplicito utilizzato dal cantante.
Williams era in quel momento uno degli artisti più popolari al mondo, nonostante fosse ancora sostanzialmente sconosciuto negli Stati Uniti. Nella primavera del 2003 tentò nuovamente di sfondare nel mercato americano, ma l'album arrivò solo alla 43ª posizione nella Billboard 200, rivelandosi un colossale flop.
«Per la prima volta nella mia vita, sono senza parole. Non ho mai visto niente del genere in vita mia... e dopo queste tre notti non credo che la Gran Bretagna vedrà niente di simile per molto tempo a venire»

— Robbie Williams, Knebworth Park, 1-3 agosto 2003
In Europa il cantante ricevette invece un'accoglienza trionfale: il Weekends of Mass Distraction Tour fu seguito da oltre 1,2 milioni di fan nei principali stadi del continente e incassò 100 milioni di dollari; il culmine delle date estive vide Williams esibirsi di fronte a oltre 125 000 persone a sera in tre concerti consecutivi dal 1º al 3 agosto al Knebworth Park di Stevenage, diventando "il più grande evento live nella storia nel Regno Unito", e battendo ogni precedente record di affluenza nel Paese, con oltre 375 000 spettatori totali.
Il live tratto dall'evento attirò un'audience TV di 3,5 milioni di telespettatori, e divenne l'album dal vivo/DVD più venduto di sempre nel Regno Unito.
La data estiva conclusiva del 9 agosto vide Williams esibirsi di fronte a oltre 135 000 persone al Phoenix Park di Dublino, stabilendo il record per il concerto più grande mai tenuto in Irlanda.
In ottobre partecipò al primo Prince's Trust Fashion Rocks alla Royal Albert Hall di Londra, dove si esibì in Feel.
Williams concluse quindi il tour con una serie di date invernali nelle arene europee e negli stadi di Australia e Nuova Zelanda, facendo registrare sold-out immediati.

### Greatest Hits(2004-2005)
Nel settembre 2004 Williams pubblicò la sua prima biografia, Feel, scritta in collaborazione con il giornalista Chris Heath.
In ottobre uscì Greatest Hits, che esordì alla 1ª posizione in diciotto Paesi e nella European Top 100 Albums, e divenne la compilation con le vendite più veloci di sempre nel Regno Unito, oltre un milione in meno di due mesi. Con oltre 8 milioni di copie vendute nel mondo è l'album di maggior successo della carriera di Williams, e con vendite di oltre 2,5 milioni, è il suo sesto album nella lista dei 100 più venduti di sempre in Gran Bretagna. L'album includeva i suoi maggiori successi fino a quel momento e due brani inediti realizzati con Stephen Duffy: Radio, che divenne il suo sesto singolo al numero uno nel Regno Unito, e il secondo nella Eurochart Hot 100, e Misunderstood, che entrò in Top 10.
In novembre Williams venne inserito nella UK Music Hall of Fame come membro fondatore dopo essere stato eletto "artista simbolo degli anni novanta" dal pubblico britannico, diventando, all'età di soli 30 anni, il più giovane artista mai introdotto.
Ai BRIT Awards del febbraio 2005, Williams ricevette un premio speciale per Angels, scelta dal pubblico britannico come "miglior singolo degli ultimi 25 anni". In maggio Angels vinse anche un secondo premio agli Ivor Novello Awards come "brano del decennio", mentre un sondaggio lo decretò come il brano più richiesto dai britannici per le proprie cerimonie funebri; l'anno precedente un altro sondaggio l'aveva eletto come "il miglior singolo che avrebbe dovuto essere al numero uno".
Il 2 luglio Williams partecipò al Live 8 di Londra, nella sua prima esibizione nel Regno Unito in due anni. Presentato da David Beckham, Williams salì sul palco verso la fine della serata, davanti ad un pubblico di oltre 200 000 persone radunato a Hyde Park. Dopo aver eseguito We Will Rock You in omaggio ai Queen, si esibì in Let Me Entertain You, Feel e Angels, coinvolgendo il pubblico in un gigantesco karaoke di massa e ricevendo la reazione più entusiastica della serata. La sua performance attirò anche il picco di audience tv del concerto, con quasi 10 milioni di telespettatori sintonizzati sulla BBC; descritta come "estatica", fu considerata una delle migliori dell'evento. Nei giorni successivi, le vendite di Williams aumentarono del 300%.

### Intensive Care(2005-2006)
Nell'ottobre del 2005 fu pubblicato Intensive Care, il sesto album in studio di Williams e il primo co-scritto insieme a Stephen Duffy, che esordì alla 1ª posizione nella European Top 100 Albums, nel Regno Unito, dove diventò il secondo album più venduto dell'anno, e in altri venti Paesi tra cui Germania, Irlanda, Italia, Paesi Bassi, Svizzera, Austria e Danimarca; nel mondo ha venduto oltre 7 milioni di copie. L'album fece vincere a Williams il suo terzo premio come "miglior artista maschile" agli MTV Europe Music Awards 2005, e il premio di "miglior artista pop internazionale" agli MTV Latin Music Awards del 2006. Il singolo di esordio, Tripping, divenne un nuovo successo internazionale, raggiungendo il numero uno nella Eurochart Hot 100, in Germania, Italia, Paesi Bassi, Portogallo, Argentina e Taiwan, e la Top 5 in altri dieci Paesi incluso il Regno Unito, dove arrivò al numero due.
Il 9 ottobre Williams lanciò l'album con uno speciale concerto al Velodrom di Berlino, trasmesso in diretta in 21 cinema europei.
In novembre il cantante fu dichiarato l'artista più venduto del XXI secolo in Gran Bretagna, con vendite superiori ai 6,3 milioni di album in meno di cinque anni.
Lo stesso mese, il canale ITV mandò in onda il documentario Take That: For the Record, realizzato in occasione del 10º anniversario dallo scioglimento del gruppo. Lo speciale includeva interviste a fan, collaboratori e agli ex componenti della band, incluso Williams, e si concludeva con il primo incontro in quasi dieci anni tra Gary Barlow, Howard Donald, Mark Owen e Jason Orange. Nonostante fosse stato invitato all'incontro, Williams non si presentò, mandando invece un video registrato in cui si scusava per il suo comportamento passato e per gli insulti che aveva rivolto negli anni agli ex compagni. Il documentario attirò 6 milioni di telespettatori e riaccese l'interesse nei confronti nel gruppo. Pochi giorni dopo venne pubblicato un nuovo greatest hits, Never Forget – The Ultimate Collection e venne annunciato un nuovo tour di reunion; Williams fu invitato ad unirsi, ma declinò l'offerta, concedendo tuttavia al gruppo di realizzare un suo ologramma da utilizzare durante i concerti.

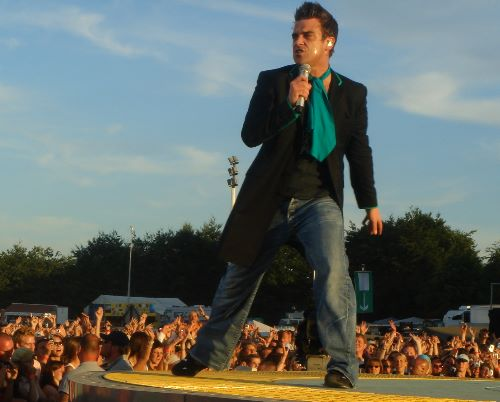
Williams in concerto ad Amburgo nel luglio del 2006

Il 19 novembre furono messi in vendita i biglietti per il tour europeo di Williams del 2006; in 24 ore ne furono venduti oltre 1,6 milioni per un valore di 143 milioni di dollari, facendo entrare l'artista nel Guinness dei Primati per "il maggior numero di biglietti venduti in un solo giorno". Oltre 1 milione fu venduto nelle prime tre ore, rendendolo il tour con le vendite più veloci di sempre; le ulteriori date annunciate in Sudafrica, Asia, America Latina e Australia furono anch'esse sold-out in poche ore. Il Close Encounters Tour fu visto da 2,7 milioni di fan in Europa, mentre in Australia stabilì un record senza precedenti di oltre mezzo milione di spettatori; in totale fu seguito da oltre 3,6 milioni di fan in venti nazioni, ed ebbe incassi superiori ai 270 milioni di dollari. Williams era a quel punto il più grande artista maschile al mondo, con la sola eccezione degli Stati Uniti. Lo spettacolo tenuto al Roundhay Park di Leeds il 9 settembre davanti a 90 000 spettatori fu trasmesso in diretta da Sky, e divenne il primo concerto a essere mandato in onda in alta definizione in Gran Bretagna.

### Rudeboxe il ritiro dalle scene (2006-2008)
Nell'ottobre 2006 Williams pubblicò il suo settimo album in studio, Rudebox, frutto della collaborazione con i Pet Shop Boys, Mark Ronson, William Orbit e Lily Allen. Realizzato come un insieme di brani originali e cover in stile dance, dub e hip hop, l'album esordì alla 1ª posizione nella European Top 100 Albums e in Gran Bretagna, Germania, Italia, Austria, Svizzera, Danimarca e Finlandia. Il primo singolo, la title track Rudebox, raggiunse il numero uno in Germania, Svizzera, Italia e Messico, ed entrò in Top 10 in altri nove Paesi incluso il Regno Unito, dove arrivò fino alla 4ª posizione. Nonostante il successo, il brano venne pesantemente stroncato dalla critica e il Sun arrivò a definirlo "la peggior canzone di sempre". Anche l'album subì recensioni fortemente negative, e dopo la buona partenza iniziale calò drasticamente nelle vendite, trasformandosi un gigantesco flop rispetto ai suoi predecessori.
Anche se negli anni seguenti Rudebox e i suoi brani hanno ricevuto un'ampia rivalutazione, l'impatto negativo sulla carriera di Williams fu enorme; già stressato dalla fine del Close Encounters Tour, il cantante finì in depressione e ricadde nella spirale della dipendenza da cocaina, alcol e farmaci. Dopo aver trascorso l'inizio del 2007 in rehab in Arizona, Williams abbandonò completamente la scena musicale ritirandosi a vivere nell'anonimato a Los Angeles. Nell'anno e mezzo successivo il cantante cambiò radicalmente aspetto, ingrassando notevolmente e apparendo trascurato, mentre dedicava la maggior parte del suo tempo alla ricerca di UFO e prove dell'esistenza di extraterrestri insieme al giornalista Jon Ronson. Nel frattempo, in patria, Williams tornò ad essere il soggetto preferito della stampa scandalistica che contrappose la sua situazione a quella dei Take That, tornati all'apice del successo grazie al nuovo album di inediti Beautiful World.

### Reality Killed the Video StareIn and Out of Consciousness(2009-2010)
Nell'ottobre del 2008 i manager di Williams confermarono le voci secondo cui l'artista era pronto a tornare sulla scena musicale, e nel gennaio 2009 fu annunciato ufficialmente che il cantante stava realizzando un nuovo album di inediti, dopo essersi riavvicinato a Guy Chambers. In quegli stessi mesi Williams si riappacificò anche con Gary Barlow, incontrandolo a Los Angeles, e successivamente anche con il resto dei Take That, mettendo fine ad una faida pubblica che durava da quasi 15 anni.
In novembre fu pubblicato Reality Killed the Video Star, l'ottavo album in studio di Williams e il primo dopo tre anni di assenza dalle scene. Nel Regno Unito l'album esordì alla 2ª posizione e divenne il primo della sua carriera a non arrivare al primo posto della Official Albums Chart, venendo superato dall'album di esordio dei JLS per un margine di vendite inferiore all'1%, appena 1 500 copie, mentre esordì in vetta alla European Top 100 Albums e nelle classifiche di Germania, Austria, Svizzera e Paesi Bassi, raggiungendo la Top 10 in altri sette Paesi.
Come l'album, anche il singolo di lancio Bodies non riuscì ad arrivare alla 1ª posizione in classifica nel Regno Unito e si fermò al secondo posto della Official Singles Chart, registrando tuttavia le vendite settimanali più alte per un suo singolo dal 2000, ai tempi di Rock DJ. In Europa divenne una hit, raggiungendo il primo posto in Germania, Austria, Svizzera, Italia e nella Eurochart Hot 100, dove divenne il quarto singolo numero uno della carriera di Williams, entrando poi in Top 10 in altre otto nazioni. Anche il secondo singolo, You Know Me, entrò in Top 10 nel Regno Unito, mentre l'ultimo estratto, Morning Sun, venne scritto da Williams come tributo a Michael Jackson, scomparso pochi mesi prima.
Il 20 ottobre Williams si esibì nel suo primo concerto dal vivo in tre anni, alla Roundhouse di Londra; trasmesso in diretta in oltre 250 cinema di 23 Paesi, ottenne un record nel Guinness dei primati per "la più grande proiezione cinematografica simultanea di un concerto dal vivo". Nonostante il successo dello spettacolo, Williams era ancora scosso dall'esperienza di Rudebox e spaventato dall'idea di tornare sul palco a tempo pieno, e decise quindi di non intraprende alcun tour a sostegno dell'album. A causa di tale situazione, Williams rifiutò un'offerta di 26 milioni di dollari per sostituire Simon Cowell come giurato nel talent show American Idol.
Ai BRIT Awards 2010, Williams ricevette l'Outstanding Contribution to Music Award per il suo "eccezionale contributo alla musica britannica", e chiuse la serata esibendosi in un medley di vecchi successi e nuovi brani.
In settembre, in occasione del 20º anniversario dall'inizio della sua carriera musicale, Williams pubblicò il libro You Know Me, realizzato nuovamente con Chris Heath, mentre il mese successivo uscì la raccolta In and Out of Consciousness: The Greatest Hits 1990-2010, doppio album che ripercorreva la carriera del cantante con 37 dei suoi brani più rappresentativi e due nuovi inediti, Shame, che arrivò alla 2ª posizione della Official Singles Chart, e Heart and I, entrambi scritti in collaborazione con Gary Barlow. La raccolta esordì alla 1ª posizione nel Regno Unito, dove divenne il secondo album con le vendite più veloci dell'anno, in Germania e Austria, e arrivò in Top 5 in altri sei Paesi.
Alla fine del 2010, con oltre 13,3 milioni di album, Williams era diventato l'artista più venduto del XXI secolo e degli anni 2000 nel Regno Unito, ottenendo un nuovo record nel Guinness dei primati; aveva trascorso 23 settimane alla 1ª posizione nella Official Album Chart, più di qualunque altro artista o gruppo musicale, ed era stato l'artista maschile il più trasmesso dalle radio del Paese durante il decennio.

### La reunion con i Take That (2010-2011)
Dopo diversi mesi di voci e dichiarazioni non confermate, nel luglio 2010 Williams annunciò ufficialmente il suo ritorno nei Take That, a 15 anni esatti dalla loro separazione. L'annuncio includeva anche la conferma di un nuovo album in studio del gruppo, il primo della formazione originale dal 1995. L'uscita dell'album venne anticipata da un documentario tv sulla reunion, che attirò 5 milioni di spettatori, e dal nuovo singolo The Flood, che arrivò alla 2ª posizione della Official Singles Chart e vendette oltre 600 000 copie. Progress, pubblicato in novembre, esordì alla 1ª posizione nel Regno Unito, dove vendette oltre 520 000 copie nella prima settimana di uscita, diventando il secondo album con le vendite più veloci di sempre nel Paese e il più venduto dell'anno con oltre 1,8 milioni di copie, così come in Irlanda, Danimarca e nella European Top 100 Albums, dove divenne l'ultimo album al numero uno nella storia della classifica.
Contemporaneamente all'uscita dell'album, la band annunciò che avrebbe intrapreso un tour nei maggiori stadi del Regno Unito nell'estate del 2011 e che lo spettacolo avrebbe incluso una sezione da solista per Williams, nella quale avrebbe eseguito alcuni dei suoi maggiori successi. Oltre 1,3 milioni di biglietti furono venduti nelle prime 24 ore; a causa dell'enorme richiesta, i principali siti di vendita britannici andarono in crash e le linee telefoniche rimasero bloccate; ulteriori date annunciate lo stesso giorno registrarono il sold-out immediato. Con 29 date sold-out, incluse due serie record di 8 concerti consecutivi al City of Manchester Stadium e al Wembley Stadium di Londra, oltre 1,8 milioni di spettatori totali e 185 milioni di dollari di incassi, Progress Live divenne il tour di maggior successo di tutti i tempi in Gran Bretagna e Irlanda, superando il record stabilito da Michael Jackson nel 1988 con il suo Bad World Tour, e il terzo tour di maggior successo dell'anno, senza neppure calcolare le date tenute successivamente nelle principali città europee.
Come ulteriore promozione, nel giugno 2011 fu pubblicato Progressed, EP che aggiungeva 8 nuovi inediti al precedente album, mentre in novembre fu pubblicato l'album dal vivo/DVD Progress Live, registrato durante i concerti di Manchester e Londra.
Grazie al tour, i Take That vinsero il premio "Top Boxscore" per i concerti al Wembley Stadium ai Billboard Touring Awards 2011, e il premio come "artisti live dell'anno" ai Virgin Media Music Awards del 2012.
In ottobre Williams annunciò di aver lasciato nuovamente i Take That per riprendere la carriera da solista, pur restando in ottimi rapporti con il resto del gruppo; Gary Barlow affermò che "per Robbie la porta è sempre aperta, e può tornare quando vuole". Negli anni successivi vi sono state numerose dichiarazioni in cui Williams si dichiarava "pronto a tornare" per nuovi album, tour e anniversari del gruppo, tuttavia per diversi motivi tali reunion non si sono concretizzate. Williams è comunque tornato ad esibirsi con i Take That in più occasioni nel corso degli anni, e ha continuato a collaborare in progetti riguardanti il gruppo.

### Take the Crown(2012-2013)
Nell'ottobre 2011, Williams annunciò di aver lasciato EMI e di aver firmato un nuovo contratto con Universal Music per la pubblicazione di un nuovo album. Il 4 giugno 2012 Williams si esibì come artista d'apertura al concerto per le celebrazioni del Giubileo di Diamante della Regina Elisabetta II, organizzato da Gary Barlow e tenuto sul Mall davanti a Buckingham Palace, alla presenza della famiglia reale britannica. Introdotto dai trombettieri delle guardie reali a cavallo, Williams eseguì Let Me Entertain You e Mack the Knife davanti a un pubblico stimato tra le 250 000 e le 500 000 persone.
In novembre uscì Take the Crown, nono album da solista del cantante, che esordì alla 1ª posizione nel Regno Unito, in Irlanda, Paesi Bassi, Germania, Svizzera e Austria.

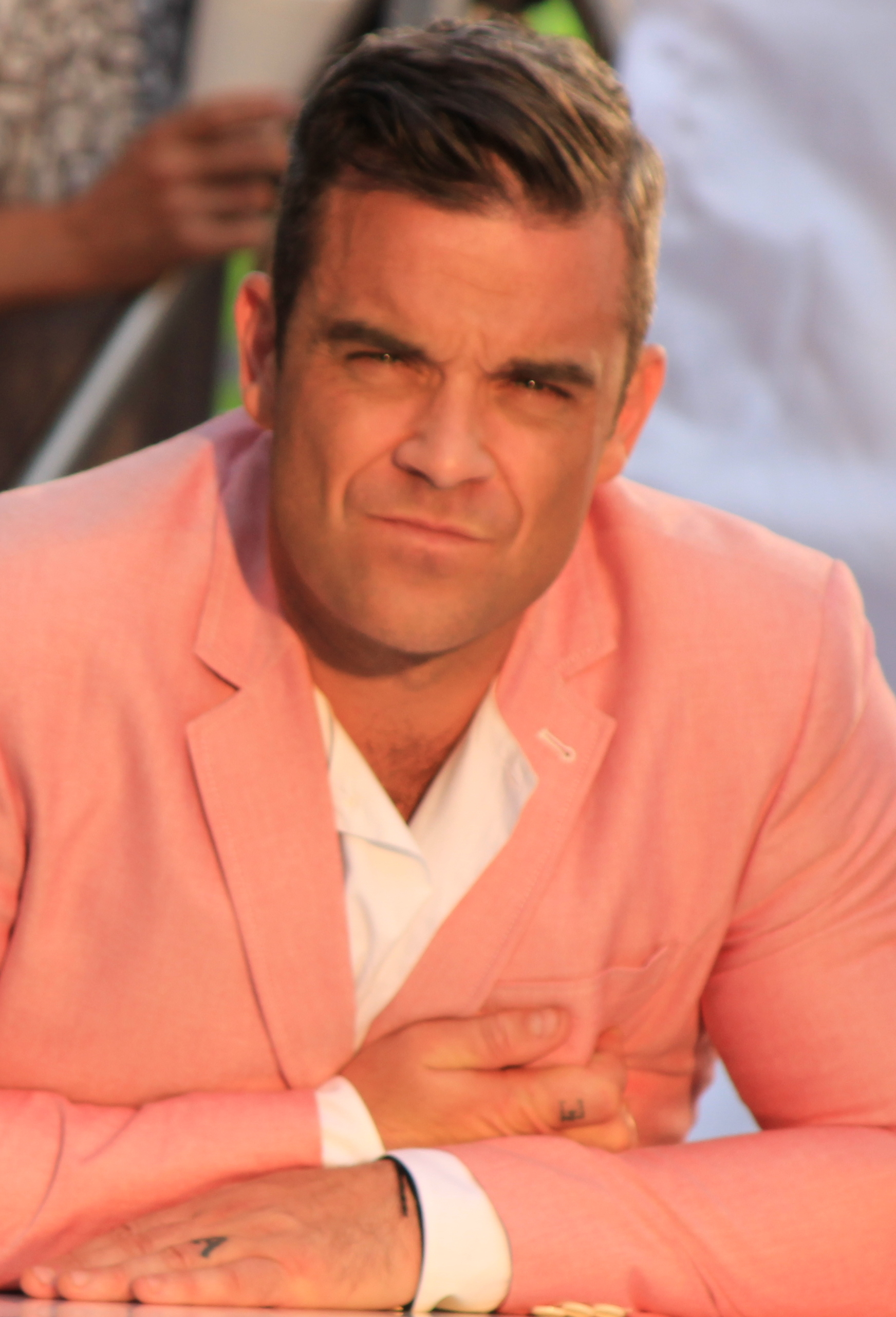
Robbie Williams sul set del videoclip del suo singolo "Candy"

Per la seconda volta nella sua carriera, Williams riuscì ad arrivare alla 1ª posizione delle classifiche di album e singoli britanniche simultaneamente; Candy, il singolo di lancio dell'album scritto insieme a Gary Barlow, esordì infatti al primo posto della Official Singles Chart e divenne il quattordicesimo singolo al numero uno della sua carriera, il settimo come solista, nel Regno Unito. Candy divenne anche il singolo di un'artista maschile con le vendite più veloci dell'anno, e il secondo più veloce della sua carriera dopo Rock DJ; con circa un milione di copie vendute è anche il suo terzo brano di maggior successo di sempre nel Paese. Appena pochi giorni prima il cantante era stato eliminato dalle playlist della BBC Radio 1, in quanto giudicato "troppo vecchio" e "non più rilevante" dai vertici dell'emittente. Il brano raggiunse il primo posto anche nei Paesi Bassi, ed entrò in Top 10 nella European Top 100 e in altre 7 nazioni inclusa la Germania, dove infranse il record di passaggi alla radio, 2,600 in una sola settimana.
Per promuovere l'album il cantante eseguì un mini tour invernale nel 2012 che culminò in tre sold-out alla O2 Arena di Londra, l'ultimo dei quali fu trasmesso da Sky in alta definizione, e annunciò per l'estate del 2013 il suo primo tour da solista in sette anni, il Take the Crown Stadium Tour; la richiesta di biglietti fu talmente elevata da triplicare di giorno in giorno, battendo quella del Progress Live coi Take That, e avvicinandosi a superare il record di vendite di biglietti da lui stesso detenuto col Close Encounters Tour.
Svoltosi interamente in Europa, fu seguito da oltre 1,5 milioni di fan, e incassò 130 milioni di dollari; la penultima data, tenuta al Lauluväljak Ground di Tallinn davanti a 70 000 spettatori, fu trasmessa in diretta nei cinema di 27 nazioni, e venne successivamente pubblicata come album dal vivo/Blu-Ray.
Mentre si trovava in tour, registrò Goin' Crazy, un duetto con il rapper Dizzee Rascal, che entrò nella Top 5 della Official Singles Chart.

### Swings Both WayseUnder the Radar Vol. 1(2013-2015)
Nel novembre 2013 Williams pubblicò Swings Both Ways, il suo decimo album in studio e il secondo in stile swing della sua carriera. Il nuovo lavoro comprendeva sia cover sia brani originali, includeva duetti di Williams con Lily Allen, Michael Bublé, Kelly Clarkson, Olly Murs e Rufus Wainwright e rappresentava la prima collaborazione tra il cantante e Guy Chambers dopo 11 anni di separazione artistica. Nel Regno Unito esordì alla 1ª posizione, diventando il 1 000º album della storia ad arrivare in vetta alla Official Album Charts, e uno dei più venduti dell’anno. L’album arrivò al numero uno anche in Germania, Austria, Svizzera e Croazia, e raggiunse la Top 10 in altri dieci Paesi. Go Gentle, il singolo principale dell’album, entrò in Top 10 nel Regno Unito.
In occasione del 40º compleanno di Williams nel febbraio 2014, la sua città natale, Stoke-on-Trent, gli conferì le proprie chiavi, e rinominò una serie di strade in suo onore, creando anche una serie di percorsi turistici.
Nella primavera e nell'estate seguenti, Williams promosse l'album con Swings Both Ways Live, un tour nelle maggiori arene indoor europee, nonché il primo a visitare l'Asia e l'Australia in quasi un decennio.
In ottobre venne pubblicato The Days, singolo del DJ Avicii cantato da Williams, che arrivò al primo posto in Svezia ed entrò in Top 10 in altri otto Paesi e nella European Top 100.
All'inizio di dicembre, Williams pubblicò a sorpresa Under the Radar Vol.1, compilation che metteva insieme b-side, demo e brani inediti registrati per i precedenti album in studio, acquistabile esclusivamente sul suo sito ufficiale.
Nell'estate 2015 Williams tornò ad esibirsi dal vivo con il Let Me Entertain You Tour, facendo tappa in luoghi mai visitati prima tra Europa e Medio Oriente, seguiti da un tour autunnale in Oceania. Durante il tour europeo, Williams tenne un concerto gratuito nella piazza del Palazzo dei Principi del Principato di Monaco, come parte delle celebrazioni per i 10 anni di regno del Principe Alberto II.

### The Heavy Entertainment Show,Under the Radar Vol. 2eX Factor(2016-2018)
Nel maggio 2016, dopo la scadenza del contratto con Universal, Williams firmò un nuovo accordo discografico con Sony Music per la pubblicazione del suo undicesimo album in studio. The Heavy Entertainment Show, uscito in novembre, esordì alla 1ª posizione nel Regno Unito, rendendo Williams l'artista britannico con il maggior numero di album in vetta alla Official Albums Chart, così come in Irlanda, Paesi Bassi e Svizzera ed entrò in Top 10 in altri undici Paesi.
Lo stesso mese Williams ricevette il BRITS Icon Award, il più alto riconoscimento previsto dai BRIT Awards, per il suo "impatto duraturo sulla cultura britannica", un premio assegnato in precedenza solo ad Elton John e David Bowie. Con questo nuovo riconoscimento, Williams ha portato il suo numero di BRIT Awards a 18, più di qualunque altro artista solista o gruppo musicale, ottenendo anche un nuovo record nel Guinness dei primati. Williams celebrò l'evento con una speciale performance al Troxy Theater di Londra, che incluse una mini reunion coi i Take That, e che venne trasmessa su ITV il mese successivo.

Nell'estate 2017 Williams fece tappa nei maggiori stadi europei con l'Heavy Entertainment Show Tour, davanti a oltre un milione di fan. Subito prima di iniziare la nuova tournée, Williams si esibì al concerto benefico One Love Manchester, tenuto in seguito all'attentato del 22 maggio precedente; presentato sul palco dai Take That, Williams cantò Strong e Angels, trasformando la sua esibizione in uno dei momenti salienti dell'evento.

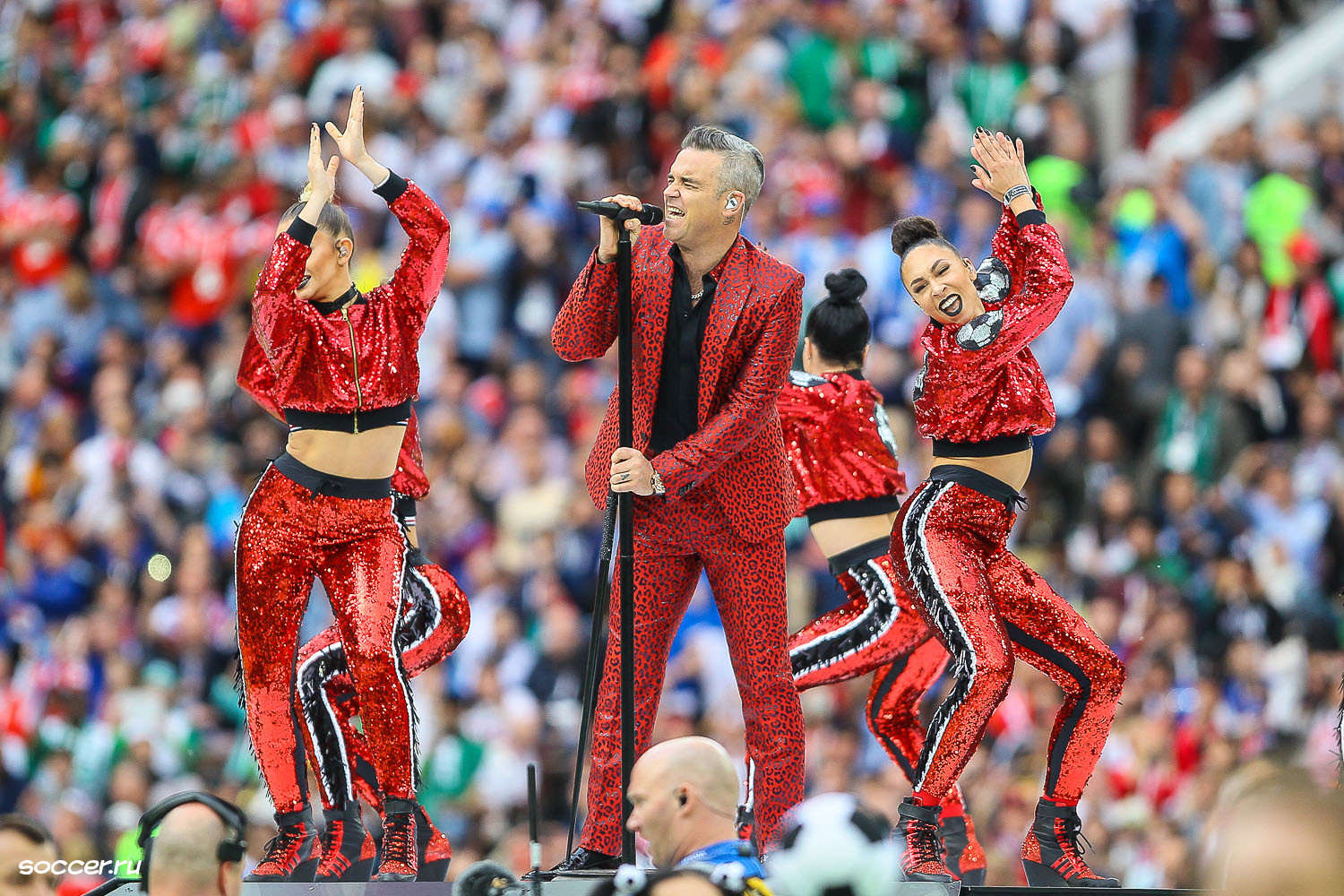
Williams si esibisce alla cerimonia di apertura del mondiale di

In settembre il cantante pubblicò la sua autobiografia, Reveal, mentre in novembre apparve sul suo sito Under the Radar Vol.2, sequel del precedente album. Dopo una pausa di alcuni mesi, il tour riprese nella primavera del 2018, facendo tappa in Oceania.
Il 14 giugno 2018, Williams si esibì come artista principale alla cerimonia di apertura del Campionato mondiale di calcio 2018, davanti a 80 000 spettatori allo Stadio Lužniki di Mosca. Dopo aver aperto la performance con Let Me Entertain You e Feel, eseguì Angels in duetto con il soprano russo Aida Garifullina, e Rock DJ; durante il finale del brano, Williams rivolse alle telecamere il gesto del dito medio, portando la rete statunitense Fox a scusarsi per l’incidente avvenuto.
Nel luglio 2018 Williams venne annunciato come nuovo giudice della 15ª stagione di X Factor UK; ottenuta la categoria dei gruppi, riuscì a portare in semifinale il duo Acacia & Aaliyah. Nella serata finale del programma, Williams si esibì con un medley dei suoi maggiori successi accompagnato dai concorrenti, e in una nuova performance di reunion con i Take That.
Terminata l'esperienza televisiva, Williams concluse il tour con una serie di date in America Latina in novembre, tornando a visitare il continente dopo 12 anni, e registrando oltre 1,5 milioni di spettatori e 113 milioni di dollari di incassi complessivi.

### Residency a Las Vegas eThe Christmas Present(2019-2020)
Nel febbraio 2019 Williams pubblicò Under the Radar Vol. 3, mentre in marzo iniziò il suo primo residency show, Robbie Williams: Live in Las Vegas, al Wynn Theater di Las Vegas. Annunciati nel novembre precedente, i concerti rappresentavano i primi spettacoli del cantante negli Stati Uniti in 20 anni; le prime 6 date furono sold-out in meno di 30 minuti, portando gli organizzatori ad aggiungerne altre 10, anch'esse immediatamente esaurite; i vertici di AEG Live lo definirono il sold-out più veloce della loro carriera e Williams "un sogno che diventa realtà". Una seconda serie di date venne annunciata per l'estate 2020.
In novembre venne pubblicato The Christmas Present, il dodicesimo album in studio di Williams e il primo di carattere natalizio, contenente duetti con Helene Fischer, Rod Stewart, Bryan Adams, Jamie Cullum e Tyson Fury. L'album arrivò alla 1ª posizione nel Regno Unito a due settimane dall'uscita, diventando il 13º disco di Williams a riuscire nell'impresa, eguagliando Elvis Presley come artista solista con più album al numero uno nella Official Albums Chart. In dicembre Williams promosse l'album con due speciali concerti sold-out alla Wembley Arena di Londra.
In seguito allo scoppio della pandemia di COVID-19 nel marzo 2020, Williams fu costretto a cancellare una serie di spettacoli previsti nei mesi seguenti; in maggio organizzò un concerto in streaming insieme ai Take That, la loro prima performance insieme in due anni.

### LufthauseXXV(2022-2023)
Nel febbraio 2022 Williams diede vita ad un nuovo gruppo dance chiamato Lufthaus, insieme ai suoi produttori Tim Metcalfe e Flynn Francis.
Nel giugno seguente il cantante eseguì uno speciale concerto "di ritorno a casa" al Vale Park Stadium di Stoke-on-Trent davanti a 20 000 fan, annunciando poi un nuovo album e un nuovo tour per celebrare i suoi 25 anni di carriera da solista. In agosto si esibì alla fiera di Monaco di Baviera di fronte a oltre 100 000 spettatori, in uno dei concerti più grandi della sua carriera.
Il nuovo disco, XXV, contiene versioni ri-registrate e orchestrate dei brani di maggior successo della sua carriera e nuovi inediti. Fu pubblicato in settembre; nella seconda settimana dall'uscita divenne il 14º album di Williams ad arrivare alla prima posizione della Official Albums Chart, rendendolo l'artista solista con il maggior numero di album al numero uno nella storia  classifiche britanniche.
Il 24 settembre 2022 Williams si esibì durante la finale dell'AFL 2022 al Melbourne Cricket Ground, davanti a oltre 100 000 spettatori, performance definita tra le migliori nella storia dell'evento.
Tra ottobre 2022 e dicembre 2023 Williams fu impegnato nell'XXV Tour, il tour più lungo della sua carriera tra Europa, Asia, Nord America e Oceania, che registrò oltre 1,5 milioni di spettatori.
A ottobre 2023 uscì Visions Volume 1, album di debutto dei Lufthaus, mentre in novembre Netflix pubblicò un documentario in quattro parti in cui Williams ripercorreva i suoi primi 25 anni di carriera, e che includeva filmati privati inediti, oltre a importanti rivelazioni personali dello stesso cantante.

### Better Man(2024-presente)
Nel febbraio 2021 Williams annunciò l'arrivo di un biopic sulla sua vita dal titolo Better Man, per la regia di Michael Gracey, nel quale avrebbe interpretato sé stesso. Le riprese si svolsero a Melbourne e Londra, tra il 2022 e il 2023. Il film è stato presentato in anteprima da Williams e Gracey in diversi festival cinematografici nordamericani nell'autunno del 2024.

## Vita privata

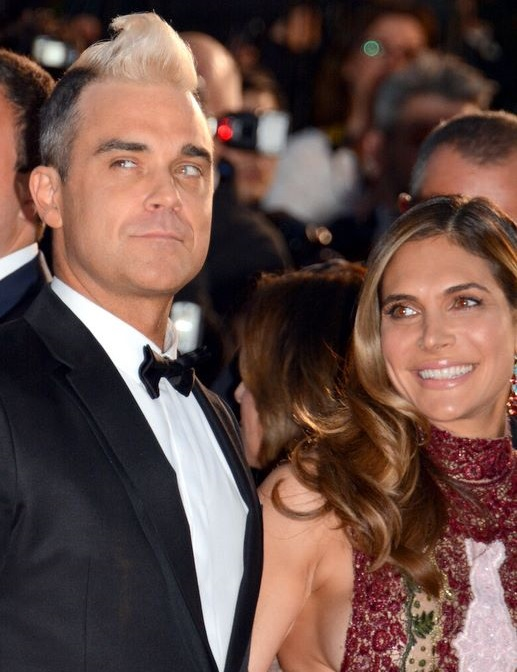
Williams al Festival di Cannes 2015 in compagnia della moglie Ayda Field

Robbie Williams è sposato con l'attrice statunitense di origini turche Ayda Field, a cui è legato dal 2006. Il matrimonio ha avuto luogo il 7 agosto 2010, nella villa di Williams a Beverly Hills.
Il 18 settembre 2012 è nata la prima figlia della coppia, Theodora Rose; il secondo figlio, Charlton Valentine, è nato il 27 ottobre 2014. Il 19 agosto 2018 è nata la terzogenita Colette Josephine, data alla luce da una madre surrogata a causa di problemi di fertilità della coppia. Il 5 febbraio 2020 è nato Beau Benedict Enthoven, anch'esso dato alla luce dalla stessa madre surrogata.
Prima di conoscere Ayda Field, Williams ha avuto relazioni con diverse celebrità, tra cui Nicole Appleton, Geri Halliwell, Rachel Hunter, Lindsay Lohan, Naomi Campbell e Cameron Diaz.
Negli anni 2000 vi sono state numerose speculazioni riguardo alla possibile omosessualità o bisessualità di Williams; il cantante ha più volte fatto riferimento a tali voci nei suoi lavori e in diverse interviste.

### Problemi di salute
Nel corso degli anni Williams ha combattuto malattie mentali, depressione e problemi di autostima, ansia, obesità, dismorfofobia, andropausa e agorafobia. Tra gli anni 90 e 2000, il cantante ha sviluppato una grave dipendenza da alcol e da sostanze stupefacenti che lo ha portato a disintossicarsi in appositi centri per due volte, nel 1997 e nel 2007.

### Patrimonio e residenze
Williams ha un patrimonio stimato in almeno 300 milioni di dollari, e possiede residenze di lusso tra Los Angeles, Malibù e Londra. Ha vissuto stabilmente a Los Angeles dal 2004 al 2012, tornando a vivere in patria dopo la nascita della figlia Theodora. Nel 2020 si è trasferito con la famiglia in Svizzera, acquistando una villa sulle rive del Lago di Ginevra.

### Passione per il calcio
Williams è un grande amante del calcio fin dall'infanzia; negli anni è arrivato da sostenere di aver intrapreso il lavoro sbagliato, e di preferire la carriera di calciatore a quella di cantante. Nel 2018, dopo essere stato scelto dalla FIFA come artista principale alla cerimonia di apertura del Campionato mondiale di calcio 2018, il cantante ha affermato di aver "realizzato un sogno dell'infanzia".

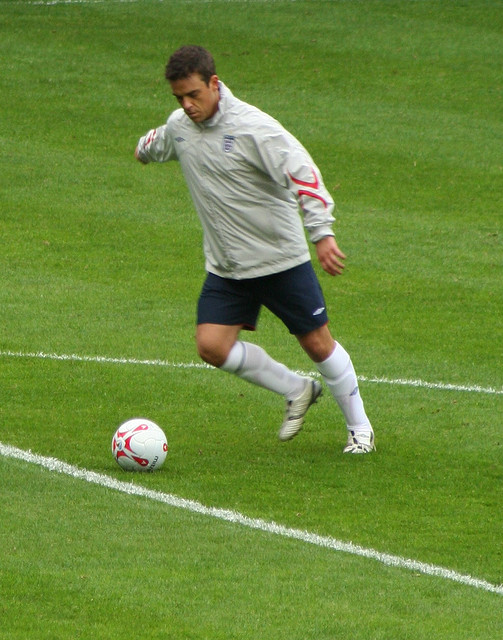
Williams gioca durante il Soccer Aid del 2006

#### Port Vale FC
Williams è da sempre tifoso di una delle squadre della sua città natale, il Port Vale FC, dove i genitori avevano lavorato come licenziatari. Nel 1999 il suo brano It's Only Us è stato scelto come tema per FIFA 2000; come parte dell'accordo, Williams ha ottenuto da EA Sports l'inclusione nel videogioco del Port Vale, nonostante la squadra si trovasse solo nella Football League Two, la quarta divisione del calcio inglese. Nel febbraio 2006 ha acquisito la maggioranza azionaria del club, allora in difficoltà finanziarie, investendo 250 000 sterline e mantenendola fino al 2012. Nel dicembre 2019 Williams ha visitato il Vale Park Stadium, sede del club, esibendosi sul campo da gioco con il brano Time For Change e sviluppando una serie di progetti con i nuovi proprietari, inclusa la progettazione e la promozione delle nuove divise della squadra.
Il 4 giugno 2022 si è esibito in uno speciale concerto "di ritorno a casa" allo stadio, davanti a 20 000 fan; i proventi dell'evento sono stati interamente devoluti in beneficenza.

#### Los Angeles Vale FC
Nel 2005, mentre viveva a Los Angeles, Williams ha fondato una sua squadra di calcio chiamata Los Angeles Vale FC insieme ad altri amici famosi, costruendo anche un campo sportivo privato all'interno della sua proprietà. Il nome e il logo del club erano ispirati a quelli del Port Vale di Stoke-on-Trent. Il club è stato sciolto nel 2007, quando Williams ha scoperto che due dei giocatori lo avevano truffato per circa 200 000 sterline.

### Interesse per gli alieni e i fenomeni paranormali
Williams nutre un grande interesse verso UFO, extraterrestri e fenomeni paranormali; la sua passione per l'argomento lo ha portato a prendere parte ad una serie di convention organizzate in Nevada e ad un documentario per BBC Radio 4 insieme all'amico giornalista Jon Ronson, tra il 2007 e il 2008.

## Filantropia

### UNICEF
Nel 1998 Williams è stato introdotto nell'UNICEF dall'amico Ian Dury e nel 2000 è diventato ambasciatore dell'organizzazione per il Regno Unito, visitando Mozambico, Sudafrica, Haiti e Messico nel corso degli anni successivi.

### Soccer Aid
Dal 2006 Williams organizza insieme all'amico Jonathan Wilkes il Soccer Aid, evento benefico con frequenza prima biennale e in seguito annuale, allo scopo di raccogliere fondi per i programmi UNICEF in Asia, Africa e Sud America. La manifestazione prevede una partita di calcio amichevole tra le squadre "Resto del Mondo" e "Inghilterra", composte da ex calciatori professionisti e celebrità internazionali e britanniche. La maggior parte delle edizioni si sono tenute all'Old Trafford Stadium di Manchester, ma l'evento si è svolto anche al Wembley Stadium, al London Stadium e allo Stamford Bridge Stadium di Londra e all'Etihad Stadium di Manchester. Dalla sua prima edizione, il Soccer Aid ha raccolto un totale di oltre 106 milioni di sterline; l'edizione 2024 ha raccolto una cifra record di oltre 15 milioni.

### Singoli di beneficenza
Nel novembre 2004, come membro della Band Aid 20, Williams ha preso parte alla nuova versione di Do They Know It's Christmas? che esordì alla 1ª posizione nella Official Singles Chart, rimanendovi per un mese, vendendo oltre un milione di copie.
Nel febbraio 2010 ha partecipato al singolo benefico Everybody Hurts, al fine di raccogliere fondi per la popolazione di Haiti colpita dal terremoto; il brano esordì alla 1ª posizione, vendendo oltre 450 000 copie in una settimana.
A novembre 2012 ha preso parte al singolo benefico He Ain't Heavy, He's My Brother, registrato per commemorare le vittime della strage di Hillsborough, che raggiunse la 1ª posizione.
Nel giugno 2017 ha registrato insieme ad altri artisti una nuova versione di Bridge over Troubled Water, per raccogliere fondi in seguito all'incendio della Grenfell Tower; il brano arrivò alla 1ª posizione.

### Altre attività benefiche
Nel 2000 Williams ha creato un'associazione di beneficenza operante nello Staffordshire chiamata Give It Sum, con l'obiettivo di "migliorare le condizioni locali" e "dare soldi a coloro che sono svantaggiati". Dal 2002 è inoltre patrono del Donna Louise Trust, ospedale pediatrico con sede a Stoke-on-Trent.

## Altre attività

### Cinema e colonne sonore
Oltre alla nuova versione di We Are the Champions per A Knight's Tale, nel 2001 Williams registrò un brano anche per un'altra colonna sonora, Have You Met Miss Jones? di Lorenz Hart per il film Il diario di Bridget Jones, poi inserito in Swing When You're Winning. Beyond the Sea, brano di Bobby Darin registrato per lo stesso album, fu utilizzato dalla Pixar nel 2003 per i titoli di coda del film di animazione Alla ricerca di Nemo. Lo stesso anno A Man For All Seasons, scritta da Williams con Hans Zimmer, fu inclusa nel film Johnny English.
Nel 2004 il brano Misunderstood, inserito in Greatest Hits, fu scelto per il film Che pasticcio, Bridget Jones!. Williams partecipò anche alla colonna sonora del film De-Lovely, interpretando il brano di Cole Porter che dava il titolo alla pellicola, It's De-Lovely.
Nel 2005 Williams prestò la sua voce ad un personaggio animato, il cane Dougal, tra i protagonisti del film The Magic Roundabout.
Nel 2011, durante la reunion con i Take That, i brani inediti Love Love e When We Were Young, tratti da Progressed, furono inseriti nelle colonne sonore di X-Men - L'inizio, e de I tre moschettieri. Contemporaneamente al lavoro con il gruppo, Williams scrisse e registrò con Brad Paisley il duetto Collision of Worlds, incluso nel film d'animazione Cars 2.

### Videogiochi
Nel 2010 è stato lanciato da Nordic Games il videogioco karaoke per Wii We Sing Robbie Williams, contenente 25 dei suoi brani tra pubblicati tra il 1997 e il 2010.

### Radio, Vlog e podcast
Nel 2011 Williams ha lanciato un programma radiofonico online dal titolo Radio Rudebox, con la collaborazione di Gary Barlow. Dal luglio 2017 al dicembre 2019 Williams ha tenuto il proprio Vlog personale, Vloggie Williams, sul suo canale YouTube ufficiale. In seguito allo scoppio della pandemia di COVID-19 nel marzo 2020 e al conseguente periodo di quarantena, Williams ha effettuato dirette quotidiane sul suo profilo Instagram nelle quali ha interagito con i fan e ha eseguito le canzoni da essi richieste in una sorta di karaoke online improvvisato, ribattezzato "coronaoke". Nel periodo natalizio ha tenuto un podcast insieme alla moglie Ayda, chiamato At Home With The Williamses.

### Linee di abbigliamento
Nel 2012 Williams ha lanciato Farrell Clothing, linea di abbigliamento dedicata al nonno Jack Farrell. L'attività è cessata brevemente nel 2013 ed è stata rilanciata l'anno seguente nei negozi della catena Primark, con il supporto dell'imprenditore Peter Jones.
Nel 2022 ha lanciato una collezione di abbigliamento da golf da lui creata in collaborazione con il marchio sportivo svedese J Lindberg, poi ampliata nel 2023.

### Musical
Nel 2017 Williams ha collaborato al musical The Band, incentrato sui brani dei Take That, in veste di co-produttore insieme agli altri membri del gruppo.
Nel 2018 ha realizzato, insieme Guy Chambers, la colonna sonora del musical The Boy in the Dress, tratto dall'omonimo libro scritto dall'amico e presentatore tv David Walliams. Lo spettacolo è stato presentato al Royal Shakespeare Theatre di Stratford-upon-Avon l'anno successivo.

### Mostre d'arte
Nel 2022 Williams ha presentato una mostra di proprie opere d'arte, realizzate insieme all'artista Ed Goodric, presso la casa d'aste Sotheby's di Londra.
Nel 2024 Williams ha inaugurato una seconda mostra di opere da lui create nel corso degli anni al Moco Museum di Amsterdam, dal titolo Pride and Self-Predjudice; in seguito al notevole successo ottenuto, la mostra è stata rinnovata ed estesa ai musei Moco di Barcellona e Londra col nome Confessions of a Crowded Mind.

### Spot pubblicitari
Nel 2003 ha prestato la sua immagine e la sua canzone Feel nello spot di lancio della prima Smart ForFour: in esso un ragazzo, nel tentativo di racimolare le monete per pagare il parcheggio, si improvvisa busker, e mentre sta per essere multato, il cantante passando di lì si complimenta e gli lascia il denaro necessario.
Nel 2024, per il prodotto Felix (linea dell'azienda di cibo per animali Purina), realizza appositamente il brano It's nice to be a cat, oltre a essere presente negli spot in versione animata.

## Discografia

### Album in studio
- 1997 - Life thru a Lens
- 1998 - I've Been Expecting You
- 2000 - Sing When You're Winning
- 2001 - Swing When You're Winning
- 2002 - Escapology
- 2005 - Intensive Care
- 2006 - Rudebox
- 2009 - Reality Killed the Video Star
- 2012 - Take the Crown
- 2013 - Swings Both Ways
- 2016 - The Heavy Entertainment Show
- 2019 - The Christmas Present
- 2020 - The Christmas Present (Riedizione)
- 2025 - Britpop

### Raccolte
- 1999 - The Ego Has Landed
- 2004 - Greatest Hits
- 2010 - In and Out of Consciousness: The Greatest Hits 1990-2010
- 2014 - Under the Radar Vol. 1
- 2017 - Under the Radar Vol. 2
- 2019 - Under the Radar Vol. 3
- 2022 - XXV

### Album dal vivo
- 2003 - Live at Knebworth
- 2012 - Robbie Williams: Live at the O2

### Con i Lufthaus
- 2023 - Visions Volume 1

## Tournée

### Da solista
- 1997 - The Show Off Must Go On
- 1998 - The Ego Has Landed Tour
- 1998/1999 - One More for the Rogue Tour / For a Few Dollars More... Tour
- 1999 - The Man, The Myth, The Tax Bill / Get Your Coat, You've Pulled! Tour
- 2000/2001 - The Sermon on the Mount Tour
- 2001 - Weddings, Barmitzvahs & Stadiums Tour
- 2003 - Weekends of Mass Distraction Tour
- 2006 - Close Encounters Tour
- 2013 – Take the Crown Stadium Tour
- 2014 - Swings Both Ways Live
- 2015 - Let Me Entertain You Tour
- 2017/2018 - The Heavy Entertainment Show Tour
- 2019 - Robbie Williams: Live in Las Vegas
- 2022/2023 - XXV Tour
- 2025 - Robbie Williams: Live 2025

### Con i Take That
- 2011 - Progress Live